# Odin Teatret – Nordiskt Teaterlaboratorium

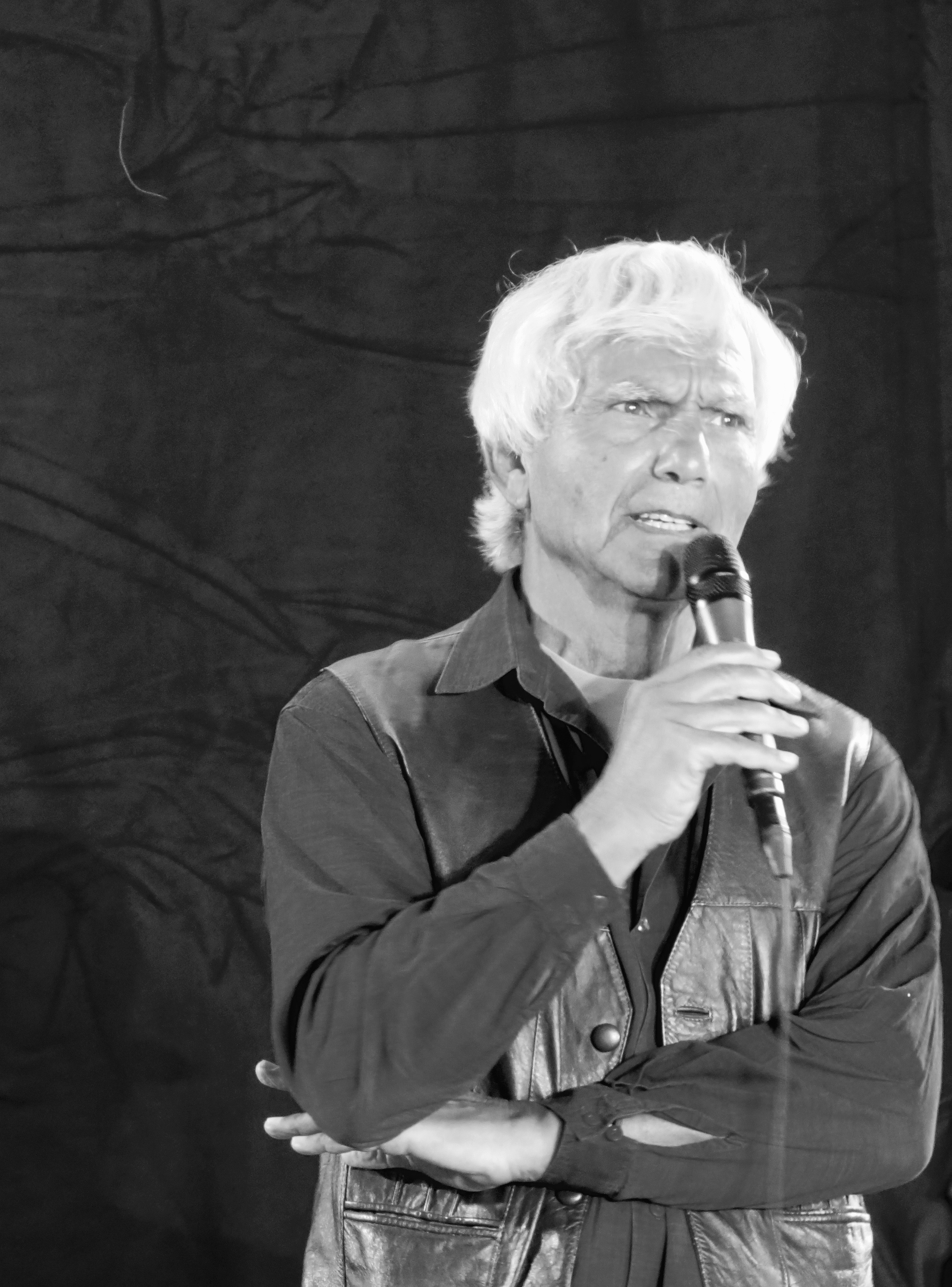
Eugenio Barba, grundare av Odin Teatret

Odin Teatret – Nordiskt Teaterlaboratorium är en dansk teater i Holstebro i Västjylland. Den grundades i Oslo i Norge 1964 av Eugenio Barba som Odin Teatret, som samlade en grupp unga personer som inte kommit in på Statens Teaterskole och utvecklade en ny slags institution för skådespelarutbildning. Vid denna tid fanns inte denna typ av skådespelargrupper i Europa. Att då vara självlärd och utanför huvudströmmen i teatervärlden, vilket karaktäriserat Odin Teatret under dess historia, var ovanligt.
År 1966 etablerade sig Odin Teatret som Nordisk Teaterlaboratorium – Odin Teatret i Holstebro i Danmark. Teatern har haft medarbetare från många länder och har turnerat runt om i världen. Teaterns verksamhet, utöver att uppföra teaterföreställningar, omfattar bland annat kurser, vidareutbildning och seminarier.
Sedan 1971 har Nordisk Teaterlaboratorium fått ekonomiskt stöd av Kulturministeriet, förutom av Holstebro stad som stadens egna teater.